# Kalić
Kalić je naselje u Hrvatskoj u sastavu Grada Delnica. Nalazi se u Primorsko-goranskoj županiji.

## Zemljopis
Nalazi se istočno od nacionalnog parka Risnjaka. Sjeverozapadno su Požar, Podgora Turkovska, Zakrajc Turkovski i Hrvatsko, sjeverno je Gornji Ložac, sjeveroistočno su Turke (Hrvatska) i Grintovec pri Osilnici (Slovenija).

## Stanovništvo
| broj stanovnika | 53    | 43    | 30    | 33    | 29    | 27    | 31    | 28    | 34    | 37    | 34    | 34    | 16    | 5     | 4     | 4     |       |
|                 | 1857. | 1869. | 1880. | 1890. | 1900. | 1910. | 1921. | 1931. | 1948. | 1953. | 1961. | 1971. | 1981. | 1991. | 2001. | 2011. | 2021. |